# District de Louviers
Le district de Louviers est une ancienne division territoriale française du département de l'Eure de 1790 à 1795.
Il était composé des cantons de Louviers, Canappeville, la Croix Saint Leufroy, Gaillon, Neubourg, Pont de l'Arche, Saint Nicolas de Pont Saint Pierre, Tourville et Vaudreuil Notre Dame.

## Galerie

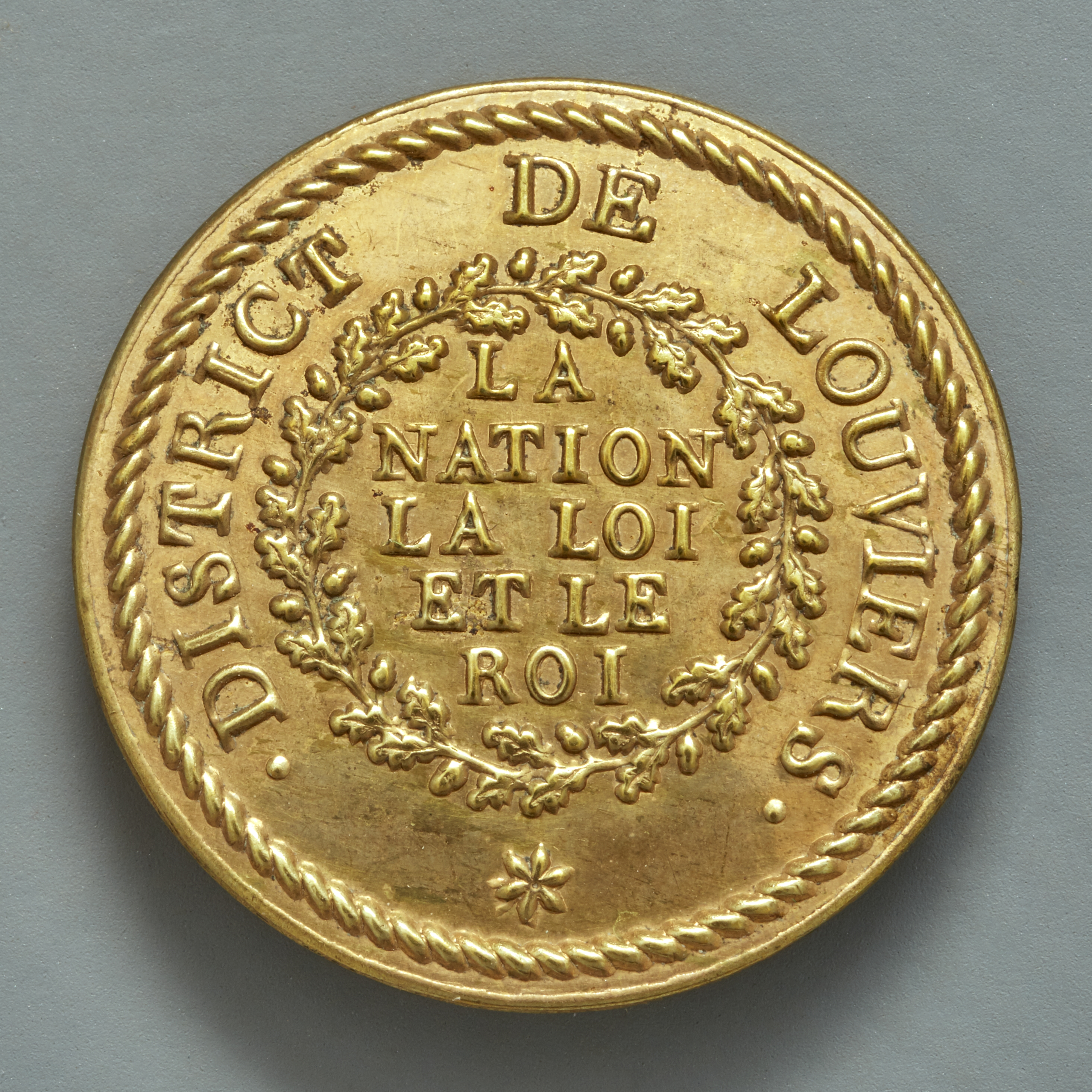
Bouton (musée Carnavalet)